# Institut polytechnique de l'Oural
L'Université technique d'État de l'Oural (USTU) ou Institut polytechnique de l'Oural, est une université technique publique située à Ekaterinbourg, dans l'oblast de Sverdlovsk, en Russie. C'est le plus grand établissement d'enseignement supérieur technique de Russie, étroitement lié à l'industrie locale de l'Oural. 
L'USTU compte 20 facultés, dont : la métallurgie, le génie chimique, les matériaux de construction, le génie civil, la physique et l'ingénierie physique, l'ingénierie radio, le génie électrique, l'ingénierie thermique, le génie mécanique, l'économie et la gestion, les sciences militaires, l'entraînement physique, les sciences humaines, la formation continue et une école supérieure. L'USTU forme environ 3 000 ingénieurs chaque année.

## Histoire
L'USTU est fondée en 1920 sous le nom d'Institut polytechnique de l'Oural (UPI). Elle se développe rapidement grâce au programme d'industrialisation du gouvernement soviétique, qui engendre une forte demande de postes d'ingénieurs. L'USTU joue alors un rôle essentiel en fournissant aux entreprises industrielles locales du personnel technique et d'ingénierie.
Dans les années 1940, malgré une pénurie de personnel due à la Seconde Guerre mondiale, l'USTU bénéficie d'un important élan de développement, car l'armée doit accroître la production de nouveaux biens industriels dans les usines de l'Oural. De nombreuses usines sont délocalisées dans l'Oural en raison de l'occupation partielle de la Russie occidentale par les forces militaires nazies.
Après la guerre, l'USTU maintient des liens étroits avec l'industrie militaire, principalement en formant un grand nombre d'ingénieurs à des fins militaires.
Avec la croissance de l'économie soviétique, l'USTU poursuit son expansion. Cependant, en 1991, en raison de la crise économique consécutive à l'effondrement de l'Union soviétique, elle souffre d'un grave sous-financement de la part du gouvernement russe. Ce n'est qu'au milieu des années 1990 qu'elle commence à trouver des sources de financement non gouvernementales importantes, principalement en nouant des liens commerciaux avec des entreprises industrielles locales ayant survécu ou nées de la crise économique.
En avril 2008, elle prend le nom d'Université technique d'État de l'Oural Boris Eltsine,.
L'USTU fusionne en avril 2010 avec l'USU (Université d'État de l'Oural Gorki) pour devenir une des entités de l'Université fédérale de l'Oural.